# Women’s Cricket World Cup 1988
Der Women’s Cricket World Cup 1988 war der vierte Cricket World Cup der Frauen, der im One-Day-Format über 60 Over ausgetragen wurde. Er wurde vom 29. November bis 18. Dezember 1988 in Australien ausgetragen. Durchsetzen konnte sich die Mannschaft aus Australien, die im Finale England mit 8 Wickets besiegte.

## Teilnehmer
Es nahmen vier Nationalmannschaften teil:
| - Australien - England - Irland | - Neuseeland - Niederlande |

## Austragungsorte
Das Turnier wurde in mehreren Stadien über Australien verteilt ausgetragen. Das Finale fand auf dem Melbourne Cricket Ground statt.

## Format
Die fünf Teams spielten jeweils zweimal gegen jedes andere in einem Round-Robin-Format. Die beiden Gruppenersten spielten anschließend das Finale.

## Ergebnisse

### Vorrunde
Tabelle
| Vorrunde    | Sp. | S | N | U | NR | P  | RR    |
| ----------- | --- | - | - | - | -- | -- | ----- |
| Australien  | 8   | 7 | 1 | 0 | 0  | 28 | 3.630 |
| England     | 8   | 6 | 2 | 0 | 0  | 24 | 3.097 |
| Neuseeland  | 8   | 5 | 3 | 0 | 0  | 20 | 3.418 |
| Irland      | 8   | 2 | 6 | 0 | 0  | 8  | 1.965 |
| Niederlande | 8   | 0 | 8 | 0 | 0  | 0  | 1.695 |

Spiele
| 29. November Scorecard | Perth | Australien 284-1 (60)           | – | Niederlande 29 (25.1) |
|                        |       | Australien gewinnt mit 255 Runs |   |                       |

| 29. November Scorecard | Perth | Neuseeland 232-4 (60)           | – | Irland 78-9 (60) |
|                        |       | Neuseeland gewinnt mit 154 Runs |   |                  |

| 30. November Scorecard | Perth | Neuseeland 186 (59.3)         | – | England 187-7 (58.2) |
|                        |       | England gewinnt mit 3 Wickets |   |                      |

| 30. November Scorecard | Perth | Irland 196-5 (60)          | – | Niederlande 110-7 (60) |
|                        |       | Irland gewinnt mit 86 Runs |   |                        |

| 3. Dezember Scorecard | Sydney | England 210 (60)             | – | Australien 84-8 (60) |
|                       |        | England gewinnt mit 126 Runs |   |                      |

| 4. Dezember Scorecard | Sydney | Irland 78-8 (60)                  | – | Australien 81-0 (20.4) |
|                       |        | Australien gewinnt mit 10 Wickets |   |                        |

| 4. Dezember Scorecard | Sydney | Neuseeland 297-5 (60)           | – | Niederlande 87 (51) |
|                       |        | Neuseeland gewinnt mit 210 Runs |   |                     |

| 5. Dezember Scorecard | Sydney | Irland 126 (57.5)             | – | England 127-3 (43.3) |
|                       |        | England gewinnt mit 7 Wickets |   |                      |

| 6. Dezember Scorecard | Sydney | Niederlande 97 (60)           | – | England 98-1 (29.3) |
|                       |        | England gewinnt mit 9 Wickets |   |                     |

| 7. Dezember Scorecard | Canberra | Australien 167-9 (60)          | – | Neuseeland 121-8 (60) |
|                       |          | Australien gewinnt mit 46 Runs |   |                       |

| 9. Dezember Scorecard | Melbourne | Niederlande 143 (60)         | – | Irland 144-5 (56.4) |
|                       |           | Irland gewinnt mit 5 Wickets |   |                     |

| 10. Dezember Scorecard | Melbourne | Australien 211-3 (60)          | – | Neuseeland 136-6 (60) |
|                        |           | Australien gewinnt mit 75 Runs |   |                       |

| 11. Dezember Scorecard | Melbourne | England 167-8 (60)          | – | Neuseeland 152 (57.4) |
|                        |           | England gewinnt mit 15 Runs |   |                       |

| 11. Dezember Scorecard | Melbourne | Neuseeland 217-6 (60)          | – | Irland 106-8 (60) |
|                        |           | Neuseeland gewinnt mit 11 Runs |   |                   |

| 13. Dezember Scorecard | Melbourne | Irland 109-9 (60)              | – | England 110-0 (25.3) |
|                        |           | England gewinnt mit 10 Wickets |   |                      |

| 13. Dezember Scorecard | Melbourne | Neuseeland 255-2 (60)           | – | Niederlande 78 (59.1) |
|                        |           | Neuseeland gewinnt mit 177 Runs |   |                       |

| 14. Dezember Scorecard | Melbourne | Australien 258-4 (60)           | – | Niederlande 85 (53.3) |
|                        |           | Australien gewinnt mit 173 Runs |   |                       |

| 14. Dezember Scorecard | Melbourne | Neuseeland 177 (59.4)         | – | England 178-5 (55) |
|                        |           | England gewinnt mit 5 Wickets |   |                    |

| 16. Dezember Scorecard | Melbourne | Irland 88 (56.2)                  | – | Australien 89-0 (21.4) |
|                        |           | Australien gewinnt mit 10 Wickets |   |                        |

| 16. Dezember Scorecard | Melbourne | England 278-3 (60)           | – | Niederlande 98-9 (60) |
|                        |           | England gewinnt mit 180 Runs |   |                       |

Spiel um Platz 3
| 17. Dezember Scorecard | Melbourne | Neuseeland 208-6 (60)          | – | Irland 138-7 (60) |
|                        |           | Neuseeland gewinnt mit 70 Runs |   |                   |

Finale
| 18. Dezember Scorecard | Melbourne | England 127-7 (60)               | – | Australien 129-2 (44.5) |
|                        |           | Australien gewinnt mit 8 Wickets |   |                         |